# Pouffonds
Pouffonds est une ancienne commune du centre-ouest de la France située dans le département des Deux-Sèvres en région Nouvelle-Aquitaine.

## Histoire
Le 1er janvier 2019, les communes de Pouffonds et de Saint-Génard fusionnent pour donner naissance à la commune nouvelle de Marcillé dont la création est actée le 6 juillet 2018.

## Politique et administration
| Période   | Période   | Identité       | Étiquette | Qualité |
| --------- | --------- | -------------- | --------- | ------- |
| mars 2001 | mars 2008 | André Moimeaux |           |         |
| mars 2008 |           | Eric Bernard   |           |         |

## Démographie
À partir du XXIe siècle, les recensements réels des communes de moins de 10 000 habitants ont lieu tous les cinq ans. Pour Pouffonds, cela correspond à 2004, 2009, 2014, etc. Les autres dates de « recensements » (2006, etc.) sont des estimations légales.
| 1793 | 1800 | 1806 | 1821 | 1831 | 1836 | 1841 | 1846 | 1851 |
| ---- | ---- | ---- | ---- | ---- | ---- | ---- | ---- | ---- |
| 417  | 429  | 418  | 497  | 490  | 576  | 641  | 582  | 606  |

| 1856 | 1861 | 1866 | 1872 | 1876 | 1881 | 1886 | 1891 | 1896 |
| ---- | ---- | ---- | ---- | ---- | ---- | ---- | ---- | ---- |
| 587  | 553  | 530  | 510  | 523  | 481  | 480  | 485  | 482  |

| 1901 | 1906 | 1911 | 1921 | 1926 | 1931 | 1936 | 1946 | 1954 |
| ---- | ---- | ---- | ---- | ---- | ---- | ---- | ---- | ---- |
| 461  | 478  | 472  | 395  | 401  | 416  | 407  | 450  | 430  |

| 1962 | 1968 | 1975 | 1982 | 1990 | 1999 | 2004 | 2006 | 2009 |
| ---- | ---- | ---- | ---- | ---- | ---- | ---- | ---- | ---- |
| 416  | 401  | 359  | 369  | 387  | 380  | 349  | 343  | 374  |

| 2014 | 2016 | - | - | - | - | - | - | - |
| ---- | ---- | - | - | - | - | - | - | - |
| 407  | 413  | - | - | - | - | - | - | - |

## Lieux et monuments
- Église Saint-Macou de Pouffonds. Elle est inscrite à l'Inventaire général du patrimoine culturel[6].